# 金石灘駅

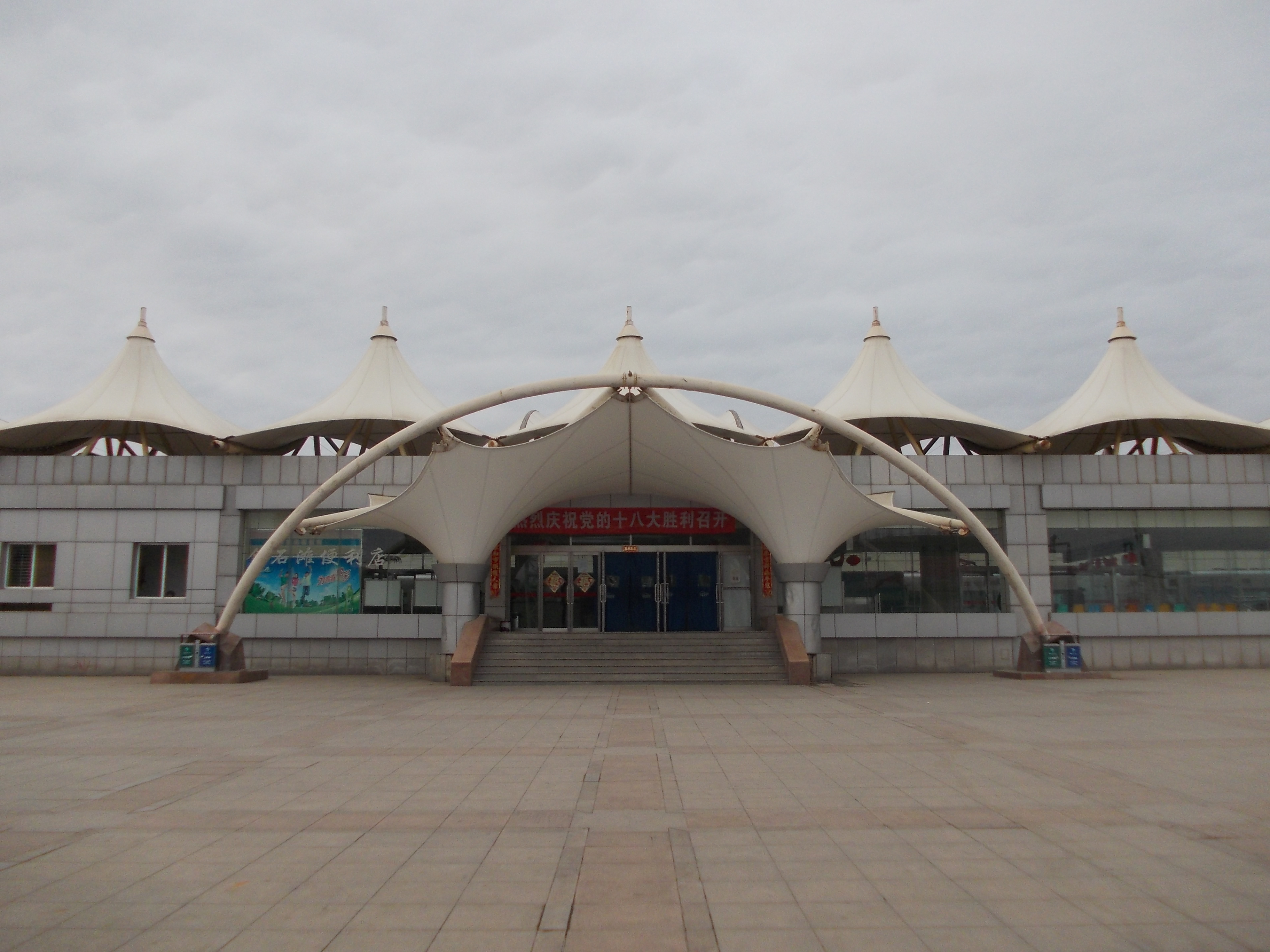
入口

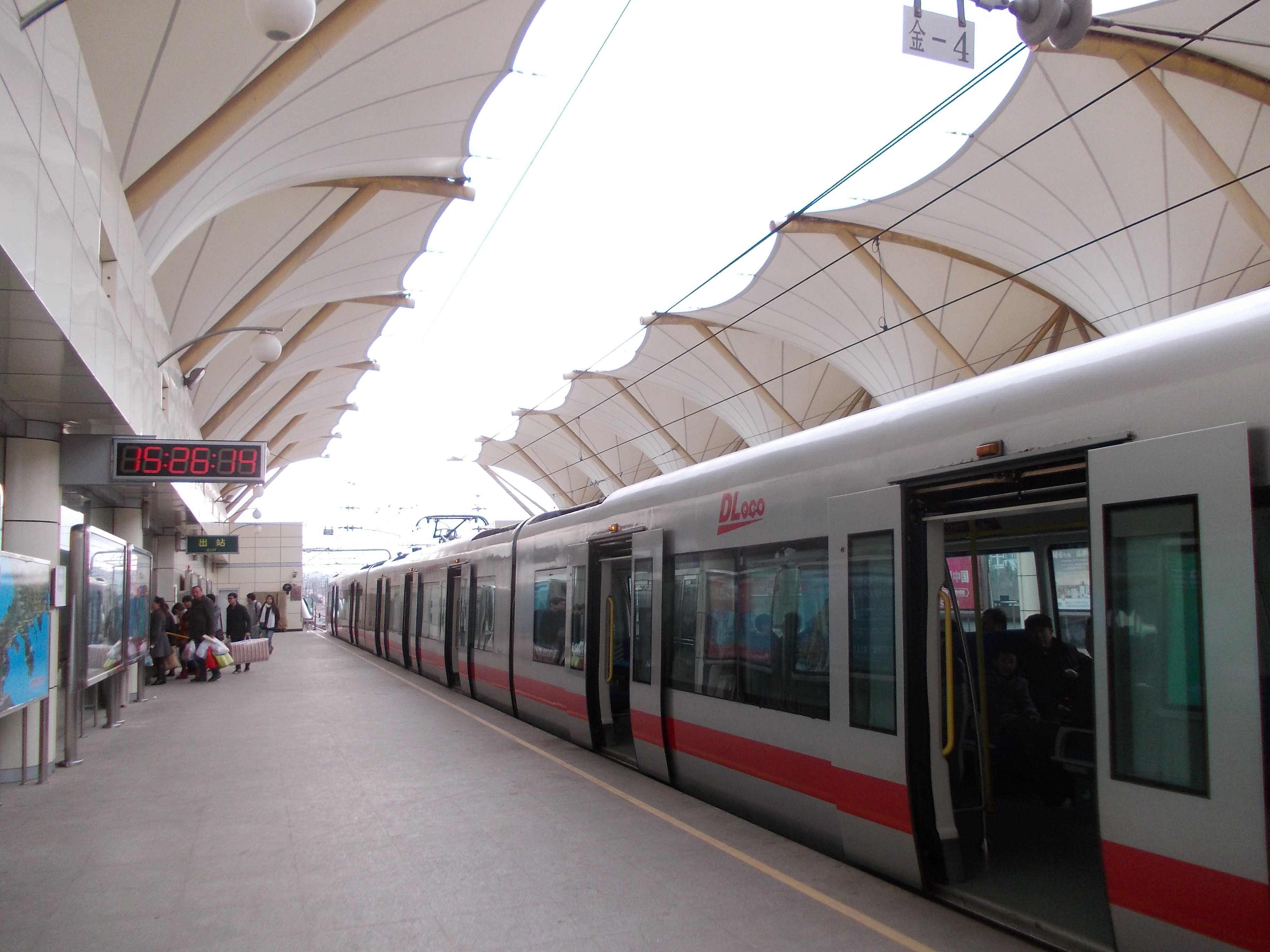
駅台

金石灘駅（きんせきたんえき）は中華人民共和国遼寧省大連市金州区に位置する大連地下鉄3号線の駅である。

## 駅構造
- 相対式ホーム2面2線の地上駅。

## 駅周辺
周辺はリゾート地であることで有名である。
- 発見王国
- 金石灘海水浴場
- 大連金石ゴルフクラブ

## 歴史
- 2003年5月1日 - 開業。

## 隣の駅
大連公交客運集団有限公司
■大連地下鉄3号線
小窯湾駅 -黄海大道駅（未開業）- 金石灘駅